# Hrvatin (Sarajevo)
Hrvatin je toponim u Sarajevu. Ime se dovodi u svezu s Mahmud-pašom Hrvatom. Bilo je imenom cijelog šestog kotara grada Sarajeva. Hrvatin je ime koje nosi i jedna voda u Sarajevu, koja je opjevana u narodnim pjesmama i popijevkama iz Sarajeva: Izvirala Hrvatin vodica-sve bećare uhvatila groznica.